# Гро, Жан-Батист Луи
Жан-Батист Луи Гро (фр. Jean-Baptiste Louis Gros; 8 февраля 1793 — 17 августа 1870) — французский дипломат, сенатор, барон, один из пионеров фотографии.

## Биография
На дипломатическую службу поступил в 1823 году; в 1828 году был направлен в составе французской миссии в Каир к Мухаммеду Али, в 1829 году получил баронский титул. В 1833 году стал секретарём посольства в Мексике и тогда же увлёкся фотографией. В 1838—1843 годах служил поверенным в делах при французском посольстве в Колумбии. Затем служил в других странах Латинской Америки (в частности, в 1839 году был некоторое время поверенным в делах при посольстве в Венесуэле). В 1849 году был направлен в Лондон, в 1850 году некоторое время был послом в Греции. Служил послом Франции в Великобритании в 1852—1863 годах, много путешествовал, в 1854 году участвовал в работе франко-испанской пограничной комиссии.
Находился при командовании французских войск во время англо-французской экспедиции в Китай (1856—1860), заключив 27 июня 1858 года Тяньцзиньский договор и в 1860 году Пекинский договор. 9 октября 1858 года подписал (в числе прочих) договор о дружбе и торговле между Францией и Японией, заключённый в Эдо. В 1862—1863 годах вновь был послом в Лондоне. В 1863 году был избран в Сенат Франции, где заседал до своей смерти в 1870 году.
Создал множество известных дагерротипов, в том числе видов Греции, стран Латинской Америки, Всемирной выставки 1851 года в Лондоне. Одним из самых известных его снимков является вид Акрополя. Был членом фотографического общества.